# Lindaunisbrug
De Lindaunisbrug is een basculebrug over de Schlei, een fjord in Sleeswijk-Holstein, waar deze op zijn smalst is, in de gemeente Boren. De brug vormt een verbinding tussen de regio Schwansen ten zuiden van de Schlei, en Angelen ten noorden ervan.
De stalen brug, een monument sinds 1997, werd geopend op 17 juli 1927. De brug is bijzonder, omdat spoor- en wegverkeer één baan delen. Een keer per uur per richting rijdt er een trein over de spoorlijn Kiel-Flensburg. Daarnaast is de brug maximaal eens per uur open voor scheepvaartverkeer.
Sinds 1 november 2021 is de brug gesloten voor treinen en vrachtwagens. Vanaf 3 maart 2023 is de brug gesloten geweest voor alle verkeer, maar sinds 2024 is deze weer open voor voetgangers en fietsers. Treinen eindigen bij tijdelijke haltes aan beide zijden van de brug.
Sinds 2020 zijn er voorbereidende werkzaamheden voor een nieuwe brug die ernaast wordt gebouwd, maar deze veroorzaakten schade aan de oude brug. Daarom werd de nieuwbouw onderbroken om de oude brug te herstellen, maar daarbij werd in 2023 nieuwe schade ontdekt. De oorspronkelijke datum waarop de nieuwe brug klaar zou zijn was 2023, maar anno 2025 hoopt men op 2027.

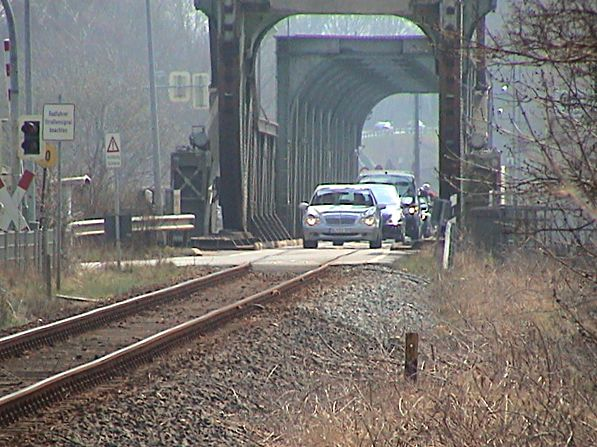
Autoverkeer op de brug

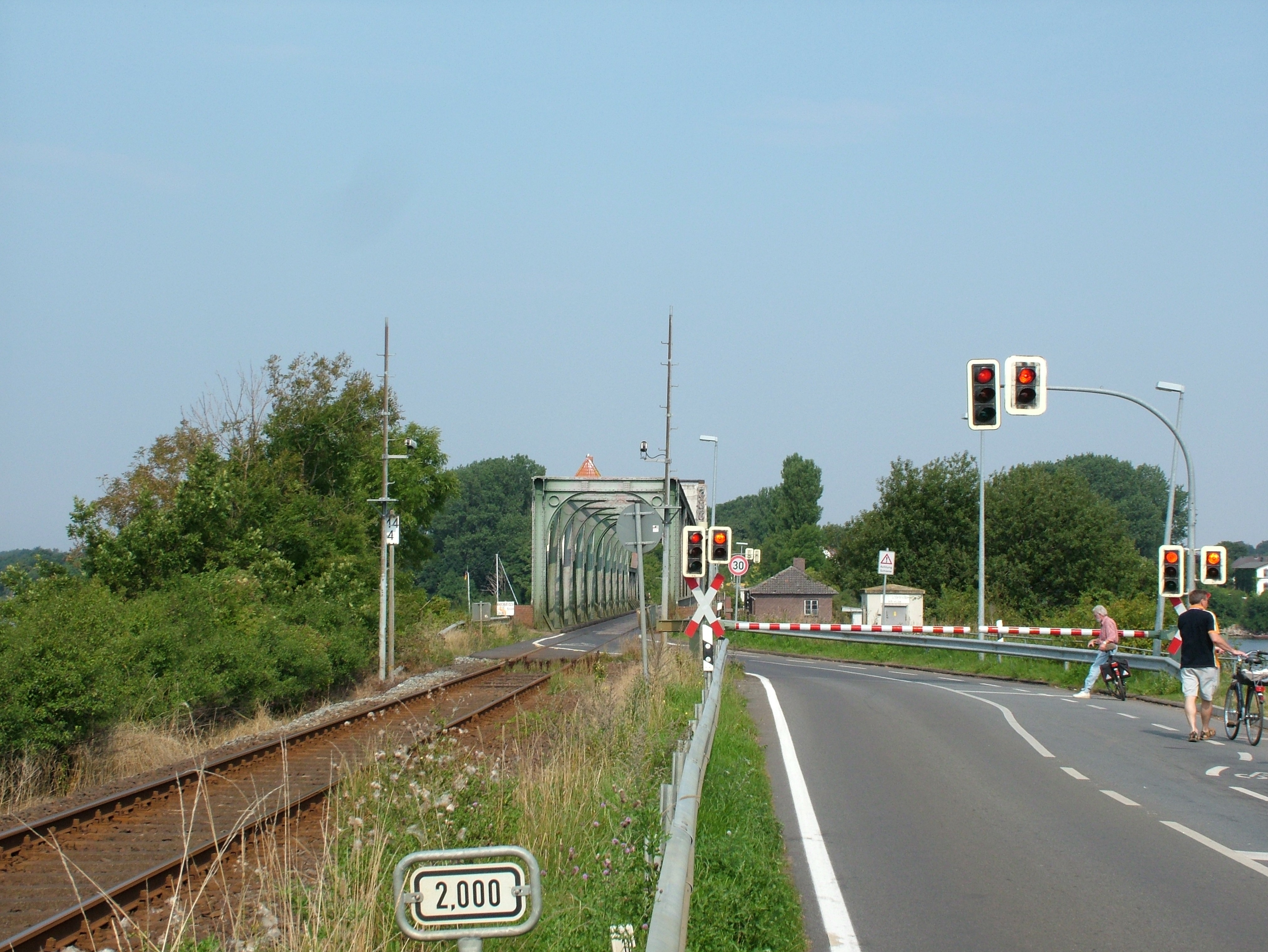
Wachten op de trein